# Karmatrón y los Transformables
Karmatrón y los Transformables es una serie de historietas mexicana de ciencia ficción y fantasía creada por Óscar González Loyo y publicada por primera vez en 1986 y que duró 298 ejemplares; una segunda edición limitada se publicó como novela gráfica en 1992 y una tercera comenzó a publicarse en el 2002. Hasta el momento 20 números de esta última versión han sido publicados.
El cómic original fue un moderado éxito entre los niños y jóvenes mexicanos ya que aprovechaba el boom del anime y caricaturas de Robots y Mechas de los años ochenta, surgido a partir del estreno de shows como Mazinger Z, Transformers, Voltron y Robotech en la TV mexicana de esa época. Esto permitió a Karmatron adquirir cierta fama y notoriedad en el medio.

## Géneros y temas
La trama del cómic tiene elementos de ciencia ficción (en especial de ópera espacial), fantasía, aventuras, drama, humor y amor. Esta saga aborda temas y elementos tales como mitología de civilizaciones antiguas, robots gigantes, naves espaciales, mechas transformables, aventuras intergalácticas, magia y seres fantásticos. 
La teoría de los antiguos astronautas constituye uno de los pilares básicos de la trama principal de Karmatrón. Diversos principios de Budismo, Taoísmo, Esoterismo y Mayanismo también son abordados en la mayoría de los números del cómic.
El cómic menciona citas de antiguos textos sagrados, de Madame Blavatsky así como otro tipo de libros como El Principito, tratando de "despertar la conciencia de los lectores" en una sección de cada número publicado llamada "El Manual del Guerrero Kundalini". También se hace referencia a descubrimientos científicos de la época y citas filosóficas de personalidades como Carl Sagan, Emanuel Kant y Eric Von Daniken entre otros. Algunas secciones muestran también temas de cultura e interés general, astronomía, naturaleza y zoología. 

## Sumario
El protagonista principal de esta historia es un humanoide extraterrestre de nombre Zacek (Estrella Blanca, en maya), emperador de los zuyua y poseedor del kalpé-om, un cinturón que le permite transformarse en el poderoso gigante metálico Karmatrón.
El argumento del cómic cuenta las aventuras de Karmatrón (un coloso de 100 metros de altura protegido con una armadura mística) que defendía el universo de las fuerzas del tiránico emperador Asura del planeta Metnal y del Amo de las Tinieblas, y cuenta con la ayuda de los guerreros kundalinī y de los nobles Guerreros Estelares (poderosos robots con sentimientos; también conocidos como los Transformables).

## Trama
Hace millones de años, en el planeta Zuyua, Zacek vivía tranquilamente, siendo el más joven de dos príncipes herederos al trono del pueblo Zuyua. En su planeta, el joven Zacek aprendió cibernética avanzada, y a menudo construía robots como pasatiempo. El padre de Zacek, el emperador Canilek (‘estrella serpiente’, en maya), era el fundador y el líder de la GAU (Gran Alianza Universal, algo así como unas Naciones Unidas intergalácticas), la cual se opuso a la sangrienta campaña de conquista universal del emperador Asura.
En el número 1, el ejército de Asura invadió Atlán (la ciudad capital del planeta Zuyua), y forzó a sus habitantes a huir de su hogar, mientras millares de ciudadanos zuyua fueron exterminados por las despiadadas fuerzas de ocupación metnalitas. A mitad del ataque, cuatro robots programados por Zacek entraron súbitamente en acción, atacaron a los soldados y naves de Asura y causaron estragos en el ejército invasor. Fueron los primeros (de muchos) Transformables:
- Titán, un robot/tanque y líder de los Transformables, inspirado en Optimus Prime.
- Acuarius, un robot/submarino;
- Unicornio, un robot/vehículo subterráneo y
- Estelaris, un veloz robot/nave espacial.

Estos cuatro héroes ayudaron a los zuyua a sobrevivir la invasión, y les permitieron planear su éxodo a un planeta más seguro. Sin embargo, mientras los estrategas zuyua planeaban una ruta de escape fuera de su planeta natal, el emperador Canilek envió a sus dos hijos en una misión hacia el Planeta de la Eternidad, un lugar sagrado donde los guerreros espirituales tratan de despertar su serpiente kundalini, la cual vive en la montaña Merú de ese planeta. Quienes logran despertar a esa serpiente son llamados guerreros kundalini, y significa adquirir trascendencia espiritual, sabiduría, paz interna y el poder para hacer el bien. Canilek deseaba que sus hijos se convirtieran en guerreros kundalini ya que una antigua profecía zuyua; hablaba que el linaje de Estrella Serpiente (Canilek), derrotaría al emperador Asura y traería de nuevo paz a todo el universo.
Desafortunadamente, el mejor amigo y consejero de Canilek; Aspier, era un espía traidor que informó rápidamente al emperador Asura de los planes de Canilek. Asura ordenó a Aspier que matara a Canilek cuando se presentara el momento preciso, cosa que él gustosamente hizo, aprovechando el caos de la invasión metnalita.
Mientras tanto, Zacek y su hermano mayor Nazul llegaron al Planeta de la Eternidad, pero cuando los príncipes llegaron a la cámara de la serpiente sagrada situada en las profundidades de la montaña Merú y se disponían a entrar, fueron atacados por un soldado metnalita que los siguió por órdenes de Asura (Asura sabía de la profecía). El soldado metnalita pudo atrapar a Nazul, para después llevarlo a su nave antes de que él pudiera entrar al lugar de reposo de la serpiente. Zacek no pudo ayudar a su hermano, porque la pesada losa de piedra que guardaba la entrada a la cámara de la serpiente sagrada se cerró de golpe justo en el momento en que Zacek se aprestaba a auxiliar a su hermano, y quedó atrapado en esa habitación.
Una misteriosa voz en la cámara le dijo a Zacek que ya no podía salir de ahí, y que no tenía más opción que seguir los deseos de su padre e intentar despertar a la serpiente kundalini. Desanimado, el príncipe zuyua llevó cabo la difícil tarea de despertar a la serpiente sagrada, una hazaña que sólo los seres más evolucionados espiritualmente y puros de corazón podrían lograr. La voz en la cámara le dijo a Zacek que si alguien indigno intenta despertar a la serpiente, esta fulminará al primer ser que vea frente a ella en estado de meditación. Zacek no se intimidó ante esa advertencia, y se las arregló para tener éxito en su peligrosa misión, volviéndose desde ese momento un verdadero guerrero kundalini. Katnatek, el primer guerrero kundalini (y la voz que él oyó cuando entró en la cámara) apareció frente a él entonces y le otorgó el kalpe-om, el mágico cinturón que le permitiría transformarse en el ¨guerrero del bien¨ más poderoso de este Universo (más adelante, se hacer conocer a los lectores que existen muchos universos posibles, y que cada universo posible tiene su propio Karmatrón). Pronunciando un mantra sagrado que activa el kalpe (la' yume' num t'ox muk' il in ti'al), Zacek se transformó por primera vez en Karmatrón.
Completamente equipado con su poderosa armadura nueva, Karmatrón se lanzó entonces a toda velocidad al planeta Metnal para salvar a su hermano, pero llegó demasiado tarde. El emperador Asura torturó a Nazul hasta cansarse, para luego abandonarlo a su suerte en la temida Zona de la Oscuridad (en Metnal), un lugar repleto de bestias come-hombres retorcidas y voraces. Karmatrón llegó a la Zona de la Oscuridad solamente para encontrar el cadáver deshecho de Nazul, todavía siendo devorado por los monstruos que allí rondaban. Ahí, Karmatrón descubrió que las emanaciones malignas que impregnaban el planeta Metnal eran muy nocivas para él (de hecho, la maldad en general es muy nociva para él, porque ahora utilizaba energía espiritual positiva como 'energía') así que Karmatrón solamente pudo limitarse a remontar el vuelo y escapar rápidamente de ese horrible lugar con los restos de su hermano en sus manos. Desde su palacio, Asura pudo ver brevemente a este impresionante gigante de acero que vino a su planeta, y entonces se enfureció violentamente, pues lo reconoció y supo que sería un estorbo para lograr sus planes de conquista.
En futuros números del cómic vemos a Zacek combatir a Asura a través del universo, a lo largo de millones de años. Zacek se vuelve amigo y líder de muchos personajes que le ayudan a combatir a la maldad de Asura, conoce a una mujer zuyua llamada Lis-ek (‘estrella de luz’, en maya) con quien se casa, se añaden literalmente cientos de Transformables al elenco de la historieta, y al final Karmatrón y los Transformables termina abruptamente en el número 298 en la Tierra, a mitad de la lucha de Karmatrón contra Asura en tiempos modernos.

## Apariencia de Zacek y Karmatrón
Zacek es representado como un muchacho joven, de aproximadamente 18 años, de complexión atlética y aspecto humano, excepto por su cabello blanco, igual al de su madre Sictia. El cabello blanco parece ser un rasgo común entre los zuyua, posiblemente sin relación con el albinismo terrestre, ya que los ojos de Zacek son negros, y su piel es de aspecto caucásico normal. En los primeros números de la revista él siempre vestía un leotardo blanco, sobre el cual usaba un chaleco largo color negro, con bordes y hombreras rojas. También solía usar guantes, cinturón y botas de color rojo. Este patrón de colores es muy similar al de la primera armadura de poder de Zacek.
Después de volverse un guerrero kundalini, Zacek siempre usó el uniforme característico de los guerreros: pantalones y suéter holgados de color negro, un chaleco blanco largo sin mangas encima del suéter, además de guantes y botas blancas. Sobre su chaleco Zacek siempre usaba su kalpé-om, de color rojo, y también solía usar una capa negra con un dorso blanco. En el pecho, el uniforme kundalini mostraba impreso el símbolo sánscrito del Om, escrito en letra devánagari, y en la espalda mostraba el símbolo del yin y el yang.
La armadura sagrada de Karmatrón, aunque diferente en cada una de sus versiones, siempre muestra un casco samurái, guanteletes y botas rojas. La primera armadura tenía un peto negro, y carecía de hombreras. Las armaduras siguientes contaban con un peto blanco, y tenían hombreras negras. Cada armadura tenía dispositivos y características únicas. En las novelas gráficas publicadas en 1992 la armadura aparece radicalmente alterada, con un patrón rojo, blanco y azul y un diseño más vistoso que usa elementos de las tres armaduras mostradas en la serie regular. En la nueva era de Karmatrón, se usa el diseño de la primera armadura, más estilizado y de aspecto más fornido e impresionante.

## Creación y publicación
De acuerdo con su autor Karmatrón fue creado en 1978, pero la falta de editoriales interesadas en el proyecto retrasó su publicación por varios años. 
El nombre original del cómic se concibió en un principio como Karmatrón y los Guerreros Estelares, ya que los robots aliados de Karmatrón inicialmente no iban a tener la capacidad de cambiar de forma. No obstante, debido al tremendo éxito de series animadas de robots convertibles en los ochenta tales como Transformers y Gobots la editorial presionó a González Loyo para incluir este tipo de personajes en la historieta, por lo que sería rebautizada como Karmatrón y los Transformables para poder aumentar las ventas de la misma.
Finalmente el cómic fue publicado por primera vez en febrero de 1986, de manera semanal y hasta mediados de 1991. Cada ejemplar contaba con 32 páginas tamaño media carta. La primera edición tuvo una duración de 298 ejemplares. A esta etapa de la franquicia se le conoce como la "Era Clásica".
Cada número de la revista original durante los ochenta era hecho completamente en una semana, aunque en algunas ocasiones se reeditaban números anteriores o se publicaban ediciones que contenían principalmente texto a fin de poder alcanzar la fecha de entrega. El autor afirma que durante los 5 años que se publicó semanalmente en el formato tradicional llegó a contar con más de 100.000 ejemplares, aunque no existe información que pueda comprobar dicha afirmación.
En 1992 una nueva reedición limitada de la primera historia del cómic -pero con nuevos diseños de personajes- fue publicada en formato de novela gráfica en blanco y negro. Esta edición especial sólo consta de dos ejemplares y a esta etapa de la franquicia de Karmatrón se le conoce como la "Era Intermedia".
También se publicaron 3 recopilaciones en formato de libro de "El Manual del Guerrero Kundalini" de 1994 al 2004.
En diciembre de 2002 Karmatrón fue nuevamente relanzado por ¡Ka-Boom! Estudio. El cómic se reinició con una nueva trama, un mayor tamaño, nuevos diseños de personajes y colores digitales. A esta etapa de la franquicia se le conoce como la "Nueva Era".
No obstante, debido a problemas económicos de la casa editorial la periodicidad del nuevo Karmatrón ha sido irregular, con números publicados cada 2 meses o después de lapsos de hasta un año. En total 20 números han sido publicados (y republicados), con la publicación del número 14 del cómic en la primera mitad del 2015, el número 15 en mayo de 2016, el número 16 en agosto del 2016 y el número 17 en octubre del mismo año. El número 18 fue lanzado a principios del 2017. El ejemplar número 19 fue lanzado en junio del 2017 y el número 20 se publicó a finales del mismo año.

## Crossovers
Debido a la popularidad del cómic durante los ochenta, varios números fueron dedicados a crossovers de Karmatrón con personajes de otras historietas mexicanas independientes publicadas durante esa época.
De los números 100 al 104 de la serie original -publicados en 1988- se llevó a cabo un crossover titulado Karmatrón vs Destrúktor con personajes de Destrúktor, El Defensor Cósmico, otro cómic semanal de ciencia ficción de 1987 que duró 33 números y el cual era dibujado por Nicanor Peña Cabrera.
De los ejemplares 284 al 286 -publicados en 1991- se presentó otro crossover llamado Aventuras en el Planeta Tier-rata, donde los protagonistas fueron Jiva y Robby (de Oscar González Loyo) así como el Visitante Zot y las Ratas Fulano, Zutano y Mengano (del artista y autor Francisco "Paco" Baca).

## Versión gratuita en línea
Los primeros 45 números de la serie original de Karmatrón y los Transformables -publicados originalmente durante el año de 1986- han sido puestos en línea por ¡Ka-Boom! Estudio en forma gratuita desde el año 2008.
En el primer número de Karmatrón el guion corrió a cargo de Alfonso Samaniego Diéguez y González Loyo, aunque para la versión digitalizada se omitió a Samaniego en los créditos. Los números subsecuentes del cómic en línea aún están pendientes.

## Recepción
El creador de Karmatrón considera a este cómic como referente de la historiera independiente en México, aunque en la actualidad es poco conocido. No obstante, el cómic es aún recordado con nostalgia por muchas personas que fueron niños o jóvenes en los ochenta gracias a su peculiar estilo artístico (muy parecido al del anime Japonés de robots de esa época) y es aún considerado por muchos como uno de los primeros "mangas" Mexicanos de Ciencia Ficción y Fantasía en la historia del cómic en México.
La historieta también es célebre por su periodicidad de publicación semanal, algo fuera de lo común durante el período en el que fue realizada. De acuerdo con el creador del cómic muchos dibujantes y editores extranjeros de historietas -quienes normalmente publican sus trabajos mensualmente hasta el día de hoy- no podían creer que la realización de un cómic semanal fuera del todo posible durante la época en la que se publicó Karmatrón.[cita requerida]
El episodio número 20 del cómic original titulado " A Un Paso de la Muerte" y publicado en 1987 toma conceptos, secuencias, referencias e imágenes del número 4 del cómic de Dr. Strange "Dr. Strange meets Death!" de 1974, dibujado por Frank Brunner (el cual nunca fue publicado en México), en un posible homenaje del autor mexicano al cómic original estadounidense. Los lectores y algunos autores de cómic han señalado (y criticado duramente) las obvias similitudes, a lo cual González Loyo ha respondido negando haber plagiado dicha historia y justificándose al afirmar que su intención era realizar un tributo al autor original y su obra, la cual no era conocida en México durante esa época.
Hoy en día, el tiraje de la nueva edición del cómic iniciada en el 2002 es de aproximadamente uno o dos números cada año. Dibujantes mexicanos y editores extranjeros de historietas han criticado esta periodicidad inconsistente, sobre todo en comparación con la publicación semanal del Karmatrón original de los ochenta[cita requerida]. González Loyo ha declarado que no modificará su forma de impresión y distribución en reiteradas ocasiones debido a la dificultad de encontrar compañías de imprenta para la nueva versión del cómic y por la complejidad del nuevo diseño del mismo.

## Adaptaciones
El autor del cómic declaró en julio de 2016 que un estudio de Hollywood se ha mostrado interesado en realizar una adaptación de la franquicia en el cine.